# Дифуила, Мануэль Мария
Мануэль Мария Дифуила (англ. Manuel Maria Difuila; род. в 1943 году, в муниципалитете Куимба в Анголе) — кандидат исторических наук. Профессор Университета им. Агонстиньо Нето. Бывший председатель независимых профсоюзов Анголы. Один из соавторов многотомного издания ЮНЕСКО «История Африки». Участник народного движения за освобождение Анголы — Партии труда (МПЛА).

## Биография
Мануэль Мария Дифуила родился в 1943 году в Анголе в муниципалитете Куимба. До девятилетнего возраста жил в деревне, в которой не было школы или церкви, а автомобиль впервые увидел в 11 лет. В семье, помимо Мануэля Марии Дифуилы, было еще два ребенка — его старшие брат с сестрой. Позже учился в течение 6 лет в начальной школе Конго.
В 1969 году приехал в СССР и поступил в Российский университет дружбы народов им. Патриса Лумумбы. В 1972 году был избран главой студентов из Анголы в Советском Союзе. В то время студенты из Анголы приезжали на основе существующих двухсторонних соглашений и по линии общественный организаций, освободительных движений, например Народного движения за освобождение Анголы (МПЛА). 
В 1973 году стал выпускником Российского университета дружбы народов им. Патриса Лумумбы.
Написал кандидатскую диссертацию на соискание учёной степени кандидата исторических наук под названием «Профсоюзное движение в Анголе : 1975—1984 года» по истории коммунистического и рабочего движения и национально-освободительных движений.
Кандидат исторических наук.
В 1974 году начал работать над написанием работ по истории Анголы и МПЛА.
Принял участие в работе и стал соавтором многотомного издания ЮНЕСКО «История Африки».
Занимал пост председателя Ангольской общей независимой и свободной профсоюзной конфедерации.